# 19 janvier en sport
19 décembre 19 février
Chronologies thématiques
- Croisades
- Ferroviaires
- Disney

Le 19 janvier (19e jour de l'année) en sport.

## Événements

### XIVesiècle
- 1345
  - (Joute équestre) : Raoul Ier de Brienne, comte d'Eu et de Guînes, connétable de France, est tué d’un coup de lance dans le ventre reçu lors de joutes données à Paris à l’occasion des noces du fils cadet du roi, Philippe d'Orléans[1].

### XXesièclede1951à2000
- 1958
  - (Formule 1) : Grand Prix automobile d'Argentine.

### XXIesiècle
- 2007 :
  - (Handball / Championnat du monde masculin) : début du championnat du monde en Allemagne, avec le match d'ouverture entre le pays organisateur et le Brésil.
  - (Compétition automobile /Championnat du monde des rallyes) : au terme de la deuxième étape du Rallye Monte-Carlo, comptant pour le Championnat du monde des rallyes, le triple champion du monde Sébastien Loeb (Citroën C4) conserve la tête du classement devant son coéquipier espagnol Daniel Sordo (2e), sur l'autre Citroën C4 officielle (à 25 s) et le Finlandais Marcus Grönholm (Ford Focus RS), vice-champion du monde et vainqueur à Monaco en 2006 (3e) (à 1 min 15 s ).
- 2008 :
  - (Ski alpin / Coupe du monde) : le suisse Didier Cuche s'impose sur la descente lors de l'étape de Coupe du monde organisée à Kitzbühel, en Autriche. Il devance l'Américain Bode Miller et l'Autrichien Mario Scheiber qui terminent deuxièmes ex-aequo. L'Américaine Lindsey Vonn remporte de son côté la descente de Cortina d'Ampezzo devant la Suédoise Anja Pärson et la Canadienne Emily Brydon.
- 2017 :
  - (Sports nautiques / Vendée Globe) : le skipper français, Armel Le Cléac'h, âgé de 39 ans remporte le Vendée Globe en ralliant Les Sables-d'Olonne ce jour. Ce dernier en a profité pour battre le record de François Gabart, vainqueur de la dernière édition en 2012-2013 qui avait bouclé la course en 78 jours et 2 heures. Après 74 jours, 3 heures, 35 minutes et 46 secondes de course, le natif de Saint-Pol-de-Léon inscrit son nom au palmarès de la plus belle course de voile au monde[2].
- 2024 :
  - (Compétition automobile / Rallye-raid) : arrivée du 46e Rallye Dakar et victoire de l'Américain Ricky Brabec en moto, des Espagnols Carlos Sainz et son copilote Lucas Cruz en auto, les Tchèques Martin Macík, Frantisek Tomasek et David Švanda en camion, de l'Argentin Manuel Andújar en quad, des français Xavier de Soultrait et Martin Bonnet en SSV, des Espagnols Jordi Juvanteny, José Luis Criado et Xavier Ribas en Mission 1000 puis des Espagnols Carlos Santaolalla Milla et Jan Rosa i Viñas en Classic. La course est endeuillée par l'accident mortel du motard Carles Falcon lors de la seconde étape de l'édition.

## Naissances

### XIXesiècle
- 1848 :
  - Matthew Webb, nageur anglais. 1er auteur du record de la Traversée de la Manche à la nage. († 24 juillet 1883).
- 1878 :
  - Herbert Chapman, footballeur puis entraîneur anglais. († 6 janvier 1934).
- 1882 :
  - Pierre Allemane, footballeur français. Médaillé d'argent aux Jeux de Paris 1900. (7 sélections en équipe de France). († 24 mai 1956).
- 1886 :
  - Giuseppe Santhià, cycliste sur route italien. († 18 février 1978).
- 1888 :
  - Clarence Griffin, joueur de tennis américain. († 28 mars 1973).

### XXesièclede1901à1950
- 1901 :
  - Charles Berthelot, footballeur français. (1 sélection en équipe de France). († 13 septembre 1940).
- 1907 :
  - Briggs Cunningham, pilote de courses automobile et navigateur américain. Vainqueur de la Coupe de l'America 1958. († 2 juillet 2003).
- 1914 :
  - Bob Gerard, pilote de courses automobile anglais. († 26 janvier 1990).
- 1922 :
  - Arthur Morris, joueur de cricket australien. (46 sélections en test cricket). († 22 août 2015).
- 1928 :
  - John Treloar, athlète de sprint australien. († 23 juillet 2012).
- 1937 :
  - Constancio Ortíz, basketteur philippin.
- 1943 :
  - Bertie Reed, skipper sud-africain. († 18 décembre 2006).
- 1945 :
  - Ken James, basketteur australien.
- 1946 :
  - Tom Gorman, joueur de tennis américain. Vainqueur de la Coupe Davis 1972.
- 1947 :
  - Yordanka Blagoeva, athlète de sauts bulgare. Médaillée de la hauteur aux Jeux de Munich 1972 et de bronze aux Jeux de Montréal 1976.
- 1949 :
  - Dennis Taylor, joueur de snooker nord-irlandais. Champion du monde de snooker 1985.

### XXesièclede1951à2000
- 1953 :
  - Richard Legendre, joueur de tennis et dirigeant sportif puis homme politique canadien.
- 1955 :
  - John Bartlett, pilote de courses automobile anglais.
- 1957 :
  - Ottis Anderson, joueur de foot U.S. américain.
  - Brad Mills, joueur der baseball puis dirigeant sportif américain.
  - Michel Périn, copilote de rallye et de rallye-raid français. Vainqueur des Rallye Dakar 1994, 1995 et 1996.
- 1958 :
  - Thierry Tusseau, footballeur français. Champion d'Europe de football 1984. (22 sélections en équipe de France).
- 1960 :
  - Mauro Tassotti, footballeur puis entraîneur italien. Vainqueur des ligues des champions 1989, 1990 et 1994. (8 sélections en équipe d'Italie).
- 1962 :
  - Chris Sabo, joueur de baseball puis entraîneur américain.
- 1963 :
  - Michael Adams, basketteur puis entraîneur américain.
- 1966 :
  - Sylvain Côté, hockeyeur sur glace canadien.
  - Stefan Edberg, joueur de tennis puis entraîneur suédois. Médaillé de bronze en simple et en double aux Jeux de Séoul 1988. Vainqueur des Open d'Australie 1985 et 1987, des tournois de Wimbledon 1988 et 1990, des US Open de tennis 1991 et 1992, du Masters 1989, des Coupe Davis 1984, 1985, 1987 et 1994.
- 1969 :
  - Warren Hughes, pilote de courses automobile anglais.
  - Junior Seau, joueur de foot U.S. américain. († 2 mai 2012).
- 1971 :
  - Steffen Freund, footballeur allemand. Champion d'Europe de football 1996. Vainqueur de la Ligue des champions 1997. (21 sélections en équipe d'Allemagne).
- 1973 :
  - Yevgeny Sadovyi, nageur russe. Champion olympique du 200 m libre, du 400 m libre et du relais 4 × 200 m nage libre aux Jeux de Barcelone 1992. Champion d'Europe de natation du 400 m nage libre et du relais 4 × 200 m nage libre 1991 puis champion d'Europe de natation des relais 4 × 100 m et 4 × 200 m nage libre 1993.
- 1974 :
  - Ian Laperrière, hockeyeur sur glace canadien.
- 1976 :
  - Tarso Marques, pilote de F1 brésilien.
- 1978 :
  - Bernard Williams, athlète de sprint américain. Champion olympique du relais 4 × 100 m aux Jeux de Sydney 2000 et médaillé d'argent du 200 m aux Jeux d'Athènes 2004. Champion du monde du relais 4 × 100 m 2003.
- 1979 :
  - Svetlana Khorkina, gymnaste russe. Championne olympique des barres asymétriques et médaille d'argent par équipes aux Jeux d'Atlanta 1996, championne olympique des barres asymétriques puis médaillée d'argent au sol et du concours général par équipes aux Jeux de Sydney 2000, médaillée d'argent du concours général et de bronze par équipes aux Jeux d'Athènes 2004. Championne du monde de gymnastique artistique des barres asymétriques 1995, 1996 et 1999, championne du monde de gymnastique artistique du concours général et des barres asymétriques 1997, championne du monde de gymnastique artistique du concours général, du saut et des barres asymétriques 2001 et championne du monde de gymnastique artistique du concours général 2003. Championne d'Europe de gymnastique artistique des barres asymétriques 1994, 1996 et 2004, championne d'Europe de gymnastique artistique du concours général, des barres asymétriques et du sol 1998, Championne d'Europe de gymnastique artistique du concours général individuel et par équipes, des barres asymétriques et de la poutre 2000, championne d'Europe de gymnastique artistique du concours général individuel et par équipes, des barres asymétriques 2002.
  - Anastasiya Nifontova, pilote de rallye-raid moto et de motocross russe.
- 1980 :
  - Jenson Button, pilote de F1 britannique. Champion du monde de Formule 1 2009. (15 victoires en Grand Prix).
  - Vlado Ilievski, basketteur macédonien. (47 sélections en équipe de Macédoine du Nord).
  - Matic Osovnikar, athlète de sprint slovène.
- 1981 :
  - Lucho González, footballeur argentin. Champion olympique aux Jeux d'Athènes 2004. Vainqueur de la Copa Libertadores 2015. (44 sélections en équipe d'Argentine).
  - Katarzyna Mróz, volleyeuse polonaise. (5 sélections en équipe de Pologne).
  - Florent Piétrus, basketteur français. Médaillé de bronze au mondial de basket-ball 2014. Médaillé de bronze à l'Euro de basket-ball 2005 et 2015, médaillé d'argent à l'Euro de basket-ball 2011 puis champion d'Europe de basket-ball 2013. Vainqueur de l'EuroCoupe de basket-ball 2010. (230 sélections en équipe de France).
- 1982 :
  - Mike Komisarek, hockeyeur sur glace américain.
- 1983 :
  - Julien Doreau, basketteur français.
  - Laurent Groppi, pilote de courses automobile français.
  - Daouda Sow, boxeur français. Médaillé d'argent des -60 kg aux Jeux de Pékin 2008.
- 1984 :
  - Johnny Boychuk, hockeyeur sur glace canadien.
  - Karun Chandhok, pilote de F1 indien.
  - Nicolás Pareja, footballeur argentin. Champion olympique aux Jeux de Pékin 2008. Vainqueur des Liguee Europa 2014, 2015 et 2016. (2 sélections en équipe d'Argentine).
  - Thomas Vanek, hockeyeur sur glace autrichien.
- 1985 :
  - Jan Hauser, curleur suisse. Médaillé de bronze aux Jeux de Vancouver 2010.
  - Horia Tecău, joueur de tennis roumain. Médaillé d'argent du double aux Jeux de Rio 2016.
- 1986 :
  - Claudio Marchisio, footballeur italien. (55 sélections en équipe d'Italie).
- 1988 :
  - Gergő Kis, nageur hongrois. Champion d'Europe de natation du 800m 2008 et 2012.
  - JaVale McGee, basketteur américain.
- 1989 :
  - Astier Nicolas, cavalier de concours complet français. Champion olympique par équipes et médaillé d'argent en individuel aux Jeux de Rio 2016.
  - Chantal de Ridder, footballeuse néerlandaise. (46 sélections en équipe des Pays-Bas).
- 1991 :
  - Corinna Harrer, athlète de demi-fond allemande.
  - Petra Martić, joueuse de tennis croate.
- 1992 :
  - Martine Barba, basketteuse française.
- 1993 :
  - Étienne Falgoux, joueur de rugby à XV français. Vainqueur du Challenge européen 2019. (3 sélections en équipe de France).
  - João Mário, footballeur portugais. Champion d'Europe de football 2016. (56 sélections en équipe du Portugal).
- 1994 :
  - Matthias Ginter, footballeur allemand. Médaillé d'argent aux Jeux de Rio 2016. Champion du monde de football 2014. (51 sélections en équipe d'Allemagne).
  - Cédric Hountondji, footballeur franco-béninois. (19 sélections avec l'équipe du Bénin).
  - Adrien Hunou, footballeur français.
- 1995
  - Domenico Acerenza, nageur en eau libre italien. Champion du monde de natation en eau libre par équipes mixtes 2023. Champion d'Europe de natation en eau libre par équipes mixtes 2020 puis du 5km et par équipes mixtes 2022.
  - Mathieu van der Poel, cycliste sur route et de cyclo-cross néerlandais. Champion du monde de cyclisme sur route 2023 ainsi que de cyclo-cross 2015, 2019, 2020, 2021 et 2023. Vainqueur de l'Amstel Gold Race 2019, des Tours des Flandres 2020 et 2022, de Milan-San Remo 2023 et de Paris-Roubaix 2023.
  - Joanna Wołoszyk, handballeuse polonaise. (29 sélections en équipe de Pologne).
- 1996 :
  - Zander Fagerson, joueur de rugby à XV écossais. (61 sélections en équipe d'Écosse).
  - Sam Welsford, cycliste sur piste et sur route australien. Médaillé d'argent de la poursuite par équipes aux Jeux de Rio 2016 puis de bronze de la poursuite par équipes aux Jeux de Tokyo 2020. Champion du monde de cyclisme sur piste de la poursuite par équipes 2016 et 2017 puis de la poursuite par équipes  et du scratch 2019.
- 1998 :
  - Alexandre Fischer, joueur de rugby à XV français. Vainqueur du Challenge européen 2019.
- 1999 :
  - Tomás Alarcón, footballeur chilien. (12 sélections en équipe du Chili).
  - Donyell Malen, footballeur néerlandais. (27 sélections en équipe des Pays-Bas).

### XXIesiècle
- 2001 :
  - Alex Timossi Andersson, footballeur suédois.
- 2003 :
  - Isak Bjerkebo, footballeur suédois.
- 2004 :
  - Mohamed-Ali Cho, footballeur franco-britannico-ivoirio-marocain.
  - Igor Strzałek, footballeur polonais.

## Décès

### XXesièclede1901à1950
- 1937 :
  - Douglas Robinson, 72 ans, joueur de cricket franco-britannique. Médaillé d'argent aux Jeux de Paris 1900. (° 12 août 1864).

### XXesièclede1951à2000
- 1963 :
  - Clement Smoot, 78 ans, golfeur américain. Champion olympique par équipes aux Jeux de Saint-Louis 1904. (° 7 avril 1884).
- 1964 :
  - Firmin Lambot, 77 ans, cycliste sur route belge. Vainqueur des Tours de France 1919 et 1922. (° 14 mars 1886).
- 1968 :
  - Ray Harroun, 89 ans, pilote de courses automobile américain. Vainqueur des 500 miles d'Indianapolis 1911. (° 12 janvier 1879).
- 1984 :
  - Maxwell Bentley, 63 ans, hockeyeur sur glace puis entraîneur canadien. (° 1er mars 1920).
- 1992 :
  - Micheline Béjaud, 60 ans, joueuse de basket-ball française. Médaillée de bronze lors des Championnats du monde de 1953. (39 sélections en équipe nationale). (° 22 février 1931).
- 1995 :
  - Édith Alauze, 86 ans, athlète et footballeuse française. (° 16 septembre 1908).

### XXIesiècle
- 2001 :
  - Alberto Gallardo, 60 ans, footballeur puis entraîneur péruvien. (37 sélections en équipe du Pérou). (° 28 novembre 1940).
- 2002 :
  - Jeff Astle, 59 ans, footballeur anglais. (5 sélections en équipe d'Angleterre). (° 13 mai 1942).
  - Vavá, 67 ans, footballeur brésilien. Champion du monde de football 1958 et 1962. (20 sélections en équipe du Brésil). (° 12 novembre 1934).
- 2005 :
  - Anita Kulcsár, 28 ans, handballeuse hongroise. Médaillée d'argent aux Jeux de Sydney 2000. Championne d'Europe de handball 2000. (165 sélections en équipe de Hongrie). (° 2 octobre 1976).
- 2006 :
  - Geoff Rabone, 84 ans, joueur de cricket néo-zélandais. (12 sélections en test cricket). (° 6 novembre 1921).
- 2009 :
  - José Torres, 72 ans, boxeur portoricain. Médaillé d'argent des poids super-welters lors des Jeux olympiques d'été de 1956. Champion du monde des poids mi-lourds entre 1965 et 1966. (° 3 mai 1936).
- 2011 :
  - Mihai Ionescu, 74 ans, footballeur roumain. (13 sélections en équipe de Roumanie). (° 19 novembre 1936).
- 2012 :
  - Sarah Burke, 29 ans, skieuse acrobatique canadienne. Championne du monde de ski acrobatique de half-pipe 2005. (° 3 septembre 1982).
- 2013 :
  - Stan Musial, 92 ans, joueur de baseball américain. (° 21 novembre 1920).
  - Earl Weaver, 82 ans, manager de baseball américain. (° 14 août 1930).
- 2014 :
  - Christopher Chataway, 82 ans, athlète de fond puis homme politique britannique. (° 31 janvier 1931).
  - Jean-Luc Desfoux, 57 ans, basketteur puis dirigeant sportif français. Président de la Ligue nationale de basket-ball d'octobre 2010 à juin 2011. (° 10 octobre 1956).
- 2015 :
  - Robert Manzon, 97 ans, pilote de F1 français. (° 12 avril 1917).
- 2016 :
  - Joachim Fernandez, 43 ans, footballeur franco-sénégalais. (° 6 décembre 1972).
- 2017 :
  - Ger van Mourik, 85 ans, footballeur puis entraîneur néerlandais. (° 4 août 1931).
  - Guillaume Van Tongerloo, 83 ans, coureur cycliste belge. (° 29 décembre 1933).
  - Giovanni Vastola, 78 ans, footballeur italien. (° 20 avril 1938).
- 2019 :
  - George Sullivan, 89 ans, joueur puis entraîneur de hockey sur glace canadien. (° 24 décembre 1929).